# Маруан Шамак
Маруан Шамак (фр. مروان الشماخ; Тонен, 10. јануар 1984) je бивши марокански фудбалер који је играо на позицији нападача. 
Шамак је почео каријеру обуком у разним клубовима у региону Аквитанија. 2000. године потписује уговор са француским прволигашем Бордоом. Свој први професионални деби за клуб имао је у сезони 2002-03. Провео је 9 година у клубу и помогао Бордоу да освоји национални Лига Куп Француске 2007. године. У сезони 2008-09, Шамак са клубом осваја своје прво национално првенство, што је Бордоу била прва титула првака Француске после 1999. године. Клуб је те сезоне опет освојио Лига Куп и тако освојио дуплу круну. У мају 2010, Шамак се придружује великом енглеском премијерлигашу Арсеналу као слободан играч и потписује уговор на 4 године. Октобра исте године, Шамак поставља рекорд као први играч у историји УЕФА Лиге шампиона који је постигао барем један гол на 6 узастопних утакмица.
Иако је рођен и одрастао у Француској, Маруан је одабрао да игра за репрезентацију Марока, јер су му родитељи Мароканци. За национални тим је дебитовао у јулу 2003. Играо је на 3 Афричка Купа Нација, укључујући и турнир 2004. на ком је Мароко завршио као вицешампион. У августу 2010. први пут је предводио национални тим као капитен.

## Лични живот
Шамак је рођен у Тонену, малом граду у близини реке Гароне, а одрастао је у оближњој општини Аигуилон. Његов отац, Ел Мустафа Шамак, био је бивши фудбалер Марока и играо је за Дифа Еин Сбаа из Казабланке. 1979. године, он напушта Мароко у циљу бољих повољнијих за живот и у проналаску бољег посла. Након насељавања у Француску и проналажења посла за зидара, Ел Мустафа убрзо доводи и своју породицу у Француску. 
Док је покушавао да спроведе професионалну фудбалску каријеру, Маруану је одлично ишла и школа. Током раних година у Бордоу, почео је да погађа и средњу школу. Надао се да ће радити у рачуноводству. Шамак је био врло заинтересован и за политику па је, у фебруару 2010, изразио подршку Демократског покрета (МоДем), политичке странке на предстојећим регионалним изборима. На тим регионалним изборима, 2010, Шамак је изненађујуће наведен као кандидат МоДема за одељење Жиронди, у Акуитаине региону. На крају, Маруан је наведен као неквалификован кандидат за гласање, а Жан Ласал (заменик председника странке), био је оптужен за коришћење Маруана Шамака као предемета да привуче гласове од фудбалских навијача у региону.
Маруан, као и његова породица, су по вероисповести Муслимани.